# Copartner Tech
Copartner ist ein taiwanischer Hersteller von Datenkabeln.
Das Unternehmen wurde 1987 unter dem Namen Cablex Wire & Cable Manufacturing Corporation im Neu-Taipeher Bezirk Tucheng gegründet. Heute befindet sich der Unternehmenssitz im Stadtbezirk Zhonghe. Der Konzern produziert ausschließlich in der Volksrepublik China. Fertigungsstandorte befinden sich in Shenzhen, Kunshan und Anfu. Seit dem Jahr 2010 werden die Aktien des Unternehmens an der Taiwan Stock Exchange gehandelt. Im Jahr 2021 erzielte das Unternehmen einen Umsatz von rund 147 Millionen Euro.
Copartner produziert Kabel zur Datenübertragung zwischen Geräten der Haushaltselektronik sowie für den Fahrzeugbau, die Medizintechnik, die Telekommunikation und für die Steuerung von Maschinen in der Industrie.